# Rover British Clay Court Championships 1996
Rover British Clay Court Championships 1996 — жіночий тенісний турнір, що проходив на відкритих кортах з ґрунтовим покриттям у Кардіффі (Уельс). Належав до турнірів 4-ї категорії в рамках Туру WTA 1996. Турнір відбувся вперше і тривав з 14 до 19 травня 1996 року. П'ята сіяна Домінік Ван Рост здобула титул в одиночному розряді.

## Фінальна частина

### Одиночний розряд
Домінік Ван Рост —  Лоранс Куртуа 6–4, 6–2
- Для Ван Рост це був єдиний титул за сезон і 2-й - за кар'єру.

### Парний розряд
Катріна Адамс /  Маріан де Свардт —  Елс Калленс /  Лоранс Куртуа 6–0, 6–4
- Для Адамс це був 2-й титул за сезон і 19-й — за кар'єру. Для Свардт це був єдиний титул за сезон і 2-й - за кар'єру.